# Iréne Moneeo
Britt Ingrid Iréne Moneeo, tidigare Sahlin,, född 4 april 1972 i Östersund, är en svensk tonsättare, bosatt i Gävle.
Hon är uppvuxen i Håsjö och på Gotland.
Iréne Moneeo komponerar främst elektroakustisk musik (EAM), live-elektronik och ljudkonst men skriver också för dans/performance. Hon kombinerar ofta ljud och ljus. Komponerar även för Film/Tv-serier, där senaste placerade musiken är för Tv-serien Spy Ops på Netflix 2023.
Hon samarbetar sedan 2004 med maken Per Moneeo (född Samuelsson) i den experimentella duon Moneeo. Paret tog namnet Moneeo när dom gifte sig 2018. De driver också bolaget Taste of Sound tillsammans sedan 2017. Hon är medlem i Föreningen svenska tonsättare sedan 2008. Hon är medlem i SKAP sedan 2023. 

## Priser och utmärkelser
- 2007 – Gunvor Göranssons Kulturstiftelse stipendium
- 2008 – Gunvor Göranssons Kulturstiftelse stipendium
- 2009 – Arbetsstipendium från Konstnärsnämnden[4]
- 2009 – Gävle kommuns kulturstipendium[5]
- 2010 – Arbetsstipendium från Konstnärsnämnden[4]
- 2012 – Föreningen svenska tonsättares stipendium
- 2013 – Gävle kommuns kulturpris[6]
- 2014 – Föreningen svenska tonsättares stipendium
- 2016 – Föreningen svenska tonsättares stipendium

## Verk
- In Your Waitingroom, EAM (2005)
- Oxygene Harddrive Ouvertyr, EAM (2006)
- Therefore I Break 1 Sound, EAM (2006)
- Beyond the Bridge, EAM (2007)
- Valsverk Around731, EAM (2008)
- Voice of Jen, EAM (2010)
- Futuristica för live-elektronik och live-projektioner (2013)
- Vacuum 20-21, EAM (2021)